# Liste von Klöstern in Sachsen
Die Liste von Klöstern in Sachsen enthält sowohl die gegenwärtigen Klöster und Stifte als auch ehemalige Klöster in Sachsen, von denen einige heute in Brandenburg, Sachsen-Anhalt, Thüringen und Polen liegen.
Die Einrichtung von Klöstern erfolgte in Landgegenden zur Urbarmachung des Gebietes (meist Benediktiner und Zisterzienser) und in Städten zur geistlichen Betreuung der Bewohner. Die Anzahl der Klöster (insbesondere der Bettelorden) in einer Stadt spiegelte den Reichtum der einzelnen Städte wider.
Zu den Bettelorden zählt man die Dominikaner, die Franziskaner, die Karmeliten und die Augustiner-Eremiten.

## Liste der gegenwärtigen Klöster in Sachsen
In der folgenden Liste werden die derzeit existierenden Klöster, Stifte und Komtureien im Freistaat Sachsen aufgezählt.
Die beiden Zisterzienserinnenklöster in Ostritz und Panschwitz-Kuckau sind in ihrer langen Geschichte niemals aufgelöst worden.
| Ort                  | Kloster, Orden, Stift                                                                                                | Zeitraum      | Lage Bemerkung                                                                  | Bild |
| -------------------- | --- | ------------- | ------------------------------------------------------------------------------- | ---- |
| Meißen               | Hochstift Meißen (Dompropstei)                                                                                       | seit ca. 1000 | (Lage)                                                                          |      |
| Wurzen               | Kollegiatstift Wurzen (Domstift) Dom St. Marien                                                                      | seit 1114     | (Lage)                                                                          |      |
| Bautzen              | Domstift St. Petri Dom St. Petri                                                                                     | seit 1213/18  | (Lage) seit 1524 Simultankirche (römisch-katholisch und evangelisch-lutherisch) |      |
| Ostritz              | Zisterzienserinnen-Kloster Kloster St. Marienthal                                                                    | seit 1238     | (Lage)                                                                          |      |
| Panschwitz-Kuckau    | Zisterzienserinnen-Abtei Kloster St. Marienstern                                                                     | seit 1248     | (Lage)                                                                          |      |
| Goppeln              | Kloster der Nazarethschwestern vom heiligen Franziskus                                                               | seit 1923     | (Lage)                                                                          |      |
| Aue                  | Sächsisches Gemeinschafts-Diakonissenhaus Zion (evangelisch)                                                         | seit 1924     | (Lage)                                                                          |      |
| Bautzen              | Klarissenkloster St. Clara Bautzen                                                                                   | 1925–2024     | (Lage)                                                                          |      |
| Leipzig-Wahren       | Dominikanerkloster St. Albert Leipzig                                                                                | seit 1929     | (Lage)                                                                          |      |
| Leipzig-Lindenau     | Oratorianer-Orden Liebfrauenkirche Leipzig                                                                           | seit 1930     | (Lage)                                                                          |      |
| Görlitz-Weinhübel    | Franziskanerkloster Klosterkirche St. Johannes und Franziskus                                                        | seit 1952     | (Lage)                                                                          |      |
| Seelingstädt/Trebsen | Schwestern von Jesus-Maria                                                                                           | seit 1949     | Altenpflegeheim (ehem. Schloss)                                                 |      |
| Wechselburg          | Benediktinerkloster Wechselburg                                                                                      | seit 1993     | (Lage) früher Augustiner-Chorherren-Kloster Zschillen                           |      |
| Dresden/Görlitz      | Ritterorden vom Heiligen Grab zu Jerusalem, Komturei „Konstantin der Große“ Dresden/Görlitz (Provinz Ostdeutschland) | seit 2003     |                                                                                 |      |

## Liste der ehemaligen Klöster in Sachsen
In der folgenden Liste werden die Klöster, Stifte und Komtureien im ehemaligen Kurfürstentum Sachsen (nach 1547), einschließlich des Vogtlands, des Kurkreises, der Nieder- und Oberlausitz und der ehemaligen (später wettinischen) „Stiftsländer“ (säkularisierten Bistümer) um Merseburg, Naumburg-Zeitz und Meißen berücksichtigt.
| Ort                             | Kloster, Orden, Stift | Zeitraum                                            | Lage Bemerkung | Bild  |
| ------------------------------- | --- | --------------------------------------------------- | --- | ----- |
| Adorf                           | Deutscher Orden | 1289–1533                                           | |       |
| Altenburg                       | Augustiner-Chorherrenstift St. Marien Rote Spitzen „Unser Lieben Frauen auf dem Berge vor Altenburg“ (Bergerkloster) mit Stiftskirche (Marienkirche) | 1172–1543                                           | (Lage, heute Thüringen) |       |
| Altenburg                       | Franziskanerkloster Brüderkirche | 1238–1529                                           | (Lage, heute Thüringen) |       |
| Altenburg                       | Magdalenerinnen-Kloster (Magdalenerinnen) | 1245–1538/42                                        | (heute Thüringen) |       |
| Altenburg                       | Deutscher Orden (Kommende) | 1213–1539                                           | (heute Thüringen) |       |
| Altenburg                       | Magdalenenstift (evangelisch) | 1705–1972                                           | (Lage, heute Thüringen) |       |
| Altenburg                       | Kollegiatstift St. Georg Schlosskirche St. Georg | 1413–1537                                           | (heute Thüringen) |       |
| Altranstädt                     | Grangie bzw. Zisterzienser-Priorat von Altzelle | 1213–1540                                           | |       |
| Annaberg-Buchholz               | Franziskanerkloster Annaberg | 1502–1539                                           | (Lage) |       |
| Aue-Zelle                       | Augustiner-Chorherren-Kloster Klösterlein Zelle | 1173–1527                                           | (Lage) |       |
| Auma                            | Kloster Auma | um 1480                                             | (heute Thüringen) |       |
| Bautzen                         | Säkularkanoniker, Kollegiatstift St. Petri, Dom St. Petri                                                                                            | seit 1213/18                                        | (Lage) |       |
| Bautzen                         | Franziskanerkloster, Mönchskirche | vor 1248–1523                                       | (Lage) |       |
| Belgern                         | Zisterzienserkloster mit Klosterschule (1486) | 1258–1541                                           | (Lage) Wirtschaftshof und Filiale des Klosters Buch |       |
| Brehna                          | Augustiner-Chorfrauenstift St. Clemens in Brehna | 1201–1541                                           | (Lage, heute Sachsen-Anhalt) |       |
| Borna/Wenigenborna              | Benediktinerkloster (Propstei von Pegau) | 1307–1522                                           | |       |
| Chemnitz                        | Benediktinerkloster „St. Marien auf dem Berge“ | 1136/43–1540                                        | (Lage) unter Kurfürst Moritz Umbau zum Jagdschloss, jetzt Schloßbergmuseum Chemnitz |       |
| Chemnitz                        | Franziskanerkloster | 1481/85–1541                                        | Franziskanerviertel-St. Paulikirche |       |
| Crimmitschau-Frankenhausen      | Zisterzienserinnen-Kloster Frankenhausen | 1285–1531                                           | (Lage) Verlegung vom Kloster Grünberg (bei Ponitz, Thüringen) |       |
| Dahme/Mark                      | Karmeliterkloster (mit Hospital) | 1304–?                                              | (Lage, heute Brandenburg) |       |
| Doberlug-Kirchhain              | Zisterzienserabtei Dobrilugk | 1165–1541                                           | (Lage, heute Brandenburg) 1624 Umbau zum Schloss |       |
| Döbeln                          | Benediktinerinnen-Kloster | 1330–1554                                           | (Lage) |       |
| Dölzig                          | Kollegiatstift/Propstei | 1509–1522                                           | Stiftskirche |       |
| Lommatzsch-Dörschnitz           | Zisterzienserinnen-Kloster | 1233–1270                                           | Verlegung nach Schildau-Sitzenroda (1270) |       |
| Dommitzsch                      | Deutscher Orden (Komturei) | 1223–1530                                           | (Lage) ehemalige Martinikirche am Osterberg |       |
| Dresden                         | Franziskanerkloster Dresden | vor 1265–1541                                       | (Lage) Kloster 1775 abgebrochen, Ruine der Sophienkirche (ehem. Klosterkirche) 1962/63 abgebrochen                                                                                      |       |
| Dresden (Altendresden)          | Augustiner-Eremiten-Kloster in Altendresden | 1404–1539                                           | (Lage) 1404 durch den Markgrafen Wilhelm I. errichtet, 1539 nach der Reformation aufgelöst, bis 1546 abgetragen, ab 1569 Bau des Jägerhofs unter Kurfürst August von Sachsen            |       |
| Dresden                         | Klarissenkloster | 1270–                                               | Regelhaus in der Großen Brüdergasse, gegenüber vom Franziskanerkloster, vgl. Klaranonnenkapelle.                                                                                        |       |
| Dresden                         | Oblaten-Orden | 1926–1984                                           | (Lage) Kirche St. Paulus in Dresden, Bernhardstraße |       |
| Ebersdorf/Chemnitz              | Kollegiatstift | vor 1346–1561                                       | Stiftskirche, Wallfahrtskirche |       |
| Naunhof-Eicha                   | Antoniterkloster Eicha Kloster des Antoniter-Ordens (Antoniter-Chorherren)                                                                           | 1497–1525                                           | (Lage) Kloster und ehem. Wallfahrtsort |       |
| Eilenburg                       | Antoniterkloster |                                                     | |       |
| Petersberg bei Eisenberg        | Zisterzienserinnen-Kloster | 1219–1524                                           | (heute Thüringen) von Zwickau nach Eisenberg verlegt |       |
| Eisenberg                       | Augustiner-Chorherrenstift |                                                     | (heute Thüringen) von Camburg nach Eisenberg verlegt |       |
| Freiberg                        | Franziskanerkloster | 1279–1536                                           | (Lage) |       |
| Freiberg                        | Dominikanerkloster | 1266–1564                                           | (Lage) |       |
| Freiberg                        | Magdalenerinnen-Kloster | 1248–1536 oder 1568                                 | (Lage) sogenanntes „Jungfrauenkloster“ an der Jacobikirche |       |
| Freiberg                        | Nonnenkloster | vor 1420 bis ?                                      | Kloster der Sepultur- oder Begräbnisnonnen in der heutigen Nonnengasse |       |
| Freiberg                        | Säkularkanoniker, Kollegiatstift, Freiberger Dom (St. Marien)                                                                                        | 1480–1551                                           | (Lage) |       |
| Freyburg-Zscheiplitz            | Benediktinerinnen-Kloster „St. Bonifacius auf dem Berg St. Martini“                                                                                  | 1089–1538                                           | (Lage, heute Sachsen-Anhalt) |       |
| Geringswalde                    | Benediktinerinnen-Kloster St. Marien (etwa 60 Nonnen)                                                                                                | 1233–1542                                           | Am Klosterbach |       |
| Göda                            | Kollegiatstift | 1350–1559                                           | Stiftskirche St. Peter und Paul |       |
| Görlitz                         | Franziskanerkloster | vor 1266–1564                                       | (Lage) Dreifaltigkeitskirche |       |
| Goseck                          | Benediktiner Kloster Goseck | 1041–1540                                           | (Lage, heute Sachsen-Anhalt) 1540 säkularisiert, Rittergut, danach Umbau zum Schloss |       |
| Grimma                          | Kloster der Augustiner-Eremiten Klosterkirche Grimma                                                                                                 | 1287–1541                                           | (Lage) 1287 aus Gotha, ab 1550 Fürstenschule, Gymnasium St. Augustin |       |
| Grimma                          | Zisterzienserinnen-Kloster | 1250–1290                                           | Verlegung nach Nimbschen |       |
| Großenhain                      | Maria-Magdalenen-Kloster Reuerinnen (Kloster der „Büßenden Schwestern“)                                                                              | vor 1240–1539                                       | (Lage) |       |
| Großenhain                      | Servitenkloster Großenhain | 1318–1539                                           | |       |
| Großenhain                      | Säkularkanoniker-Stift | vor 1225–1539                                       | (Lage) Verlegung nach Zscheila |       |
| Grünhain                        | Zisterzienserabtei Grünhain Kloster Grünhain | 1135–1536                                           | (Lage) Wirtschaftshof in Zwickau |       |
| Zittau-Hirschfelde              | Johanniter-Ritterorden (Kommende) |                                                     | |       |
| Guben                           | Benediktinerinnen-Kloster Klosterkirche | vor 1235–1564                                       | (Lage) |       |
| Pegau-Hohenlohe                 | Zisterzienserinnen-Kloster | 1190–1230                                           | (Lage) Verlegung nach Leipzig (1230) |       |
| Kamenz                          | Franziskanerkloster Klosterkirche St. Annen | 1493–1565                                           | (Lage) jetzt Museum |       |
| Königstein (Sächsische Schweiz) | Cölestinerkloster „Kloster des Lobes der Wunder Mariae“ auf dem Königstein                                                                           | 1518–1524                                           | (Lage) |       |
| Langensalza                     | Augustiner-Eremiten-Kloster | 1280–1540                                           | (Lage, heute Thüringen) |       |
| Lauban (Lubań)                  | Magdalenerinnenkloster Lauban | 1320–1945, seit 1953                                | (Lage, heute Niederschlesien in Polen) heute Mutterkloster der polnischen „Magdalenki“                                                                                                  |       |
| Lauban (Lubań)                  | Franziskanerkloster (beim Brüderturm) | 1273–?                                              | (Lage, heute Niederschlesien in Polen) |       |
| Lausick                         | Benediktinerkloster (Propstei von Pegau) | 1106–1530                                           | St.-Kilian-Kirche |       |
| Leipzig                         | Augustiner-Chorherren Kloster St. Thomas | 1213–1539                                           | (Lage) |       |
| Leipzig                         | Zisterzienserinnen-Kloster Kloster St. Georg, ab 1480 Benediktinerinnen „Leipziger Georgennonnenkloster“                                             | 1230–1543                                           | (Lage) von Pegau-Hohenlohe nach Leipzig verlegt (1230) |       |
| Leipzig                         | Dominikanerkloster St. Pauli Leipzig mit Paulinerkirche                                                                                              | 1229–1543                                           | (Lage) ab 1545 Universitätskirche, jetzt Paulinum |       |
| Leipzig                         | Franziskanerkloster Leipzig | vor 1253–1539                                       | (Lage) |       |
| Leisnig-Klosterbuch             | Zisterzienserkloster Kloster Buch | 1192–1525                                           | (Lage) |       |
| Leitzkau                        | Prämonstratenser-Chorherrenstift | 1133–1535                                           | (Lage, heute Sachsen-Anhalt) Umbau zum Schloss |       |
| Osterfeld-Lissen                | Benediktinerpropstei | um 1200–1539                                        | jetzt ev. Propsteikirche, Sachsen-Anhalt, BLK, |       |
| Löbau                           | Franziskanerkloster | vor 1336–1563                                       | (Lage) jetzt Kulturzentrum Johanniskirche |       |
| Luckau                          | Dominikanerkloster | 1291 bis 1546                                       | (Lage, heute Brandenburg) |       |
| Meißen                          | Augustiner-Chorherrenstift St. Afra Kloster St. Afra                                                                                                 | 1205–1539                                           | (Lage) ab 1543 Fürstenschule, jetzt Sächsisches Landesgymnasium Sankt Afra |       |
| Meißen                          | Kloster Heilig Kreuz, (Benediktinerinnen-Kloster „Zum heiligen Kreuz“)                                                                               | 1217–1568                                           | (Lage) |       |
| Meißen                          | Säkularkanoniker (Dompropstei) | seit ca. 1000                                       | (Lage) heute Hochstift Meißen |       |
| Meißen                          | Franziskanerkloster | 1258–1539                                           | (Lage) ab 1540 Franziskanerschule, jetzt Gymnasium Franziskaneum Meißen |       |
| Meißen-Zscheila                 | Säkularkanoniker | vor 1241–1539                                       | (Lage) verlegt von Großenhain, jetzt evangelische Trinitatiskirche |       |
| Memleben                        | Benediktinerkloster, Kloster Memleben | 979–1548                                            | (Lage, heute Sachsen-Anhalt) |       |
| Merseburg                       | Benediktinerkloster St. Petri | 1012–1561                                           | (Lage, heute Sachsen-Anhalt) |       |
| Merseburg                       | Domstift Merseburg, jetzt Vereinigte Domstifter | seit 1004                                           | (Lage, heute Sachsen-Anhalt) |       |
| Merseburg                       | Kollegiatstift | 1188–1327                                           | (heute Sachsen-Anhalt) Thomaskirche/Neumarktkirche danach Sixtikirche |       |
| Merseburg                       | Kollegiatstift | 1327–1580                                           | (heute Sachsen-Anhalt) Sixtikirche, vorher Neumarktkirche |       |
| Mühlberg/Elbe                   | Zisterzienserinnen-Kloster Kloster Marienstern (auch Güldenstern)                                                                                    | 1228–1539                                           | (Lage, heute Brandenburg) seit 2000 Claretiner-Orden |       |
| Mutzschen                       | Servitenkloster | 1490–1539                                           | (Lage) |       |
| Naumburg                        | Domstift Naumburg, jetzt Vereinigte Domstifter | seit 1028                                           | (Lage, heute Sachsen-Anhalt) |       |
| Naumburg                        | Benediktinerkloster Kloster St. Georg | 1046–?                                              | (Lage, heute Sachsen-Anhalt) |       |
| Naumburg-Schulpforta            | Zisterzienserabtei Pforta | 1137–1540                                           | (Lage, heute Sachsen-Anhalt) danach Fürstenschule, jetzt Landesschule Pforta in Sachsen-Anhalt                                                                                          |       |
| Frohburg-Nenkersdorf            | Benediktinerkloster (Propstei von Chemnitz) | 1304–1478                                           | (Lage) |       |
| Neukirchen bei Crimmitschau     | Augustiner-Chorherren-Kloster, Kartause Martinstal bei Crimmitschau                                                                                  | 1228–1478, 1478–1531                                | (Lage, im Martinstal) Umwandlung zum Kartäuserkloster (1478) |       |
| Neustadt an der Orla            | Augustiner-Eremiten-Kloster mit Klosterkirche (heute Schlosskirche)                                                                                  | 1294–1524                                           | (Lage, heute Thüringen) Zerstörung im Dreißigjährigen Krieg, später Umbau zum Schloss durch die Herzöge von Sachsen-Zeitz                                                               |       |
| Neuzelle                        | Zisterzienserabtei Neuzelle (Nova Cella), heute Stift Neuzelle                                                                                       | 1281–1817                                           | (Lage, heute Brandenburg) Tochterkloster von Altzella, gestiftet durch Heinrich den Erlauchten (1268)                                                                                   |       |
| Grimma-Nimbschen                | Zisterzienserinnen-Kloster Nimbschen (Marienthron)                                                                                                   | 1264–1536                                           | (Lage) |       |
| Nossen                          | Benediktinerkloster Alte Zelle | 1141–um 1170                                        | (Lage) im Zellwald bei Nossen | fehlt |
| Nossen                          | Zisterzienserkloster Altzella | 1162–1540                                           | (Lage) Tochterkloster von Pforta |       |
| Oberröblingen                   | Zisterzienserinnen-Kloster Rohrbach | bis 1542                                            | (Lage, heute Sachsen-Anhalt) |       |
| Orlamünde                       | Wilhelmitenkloster | 1331–1540                                           | |       |
| Oschatz                         | Franziskanerkloster Klosterkirche | 1282–1539                                           | (Lage) |       |
| Oschatz                         | Kollegiatstift, St. Aegidien, 16 Nebenaltäre! | 1284 – Reformation                                  | |       |
| Ostritz                         | Zisterzienserinnen-Kloster St. Marienthal | seit 1238                                           | (Lage) |       |
| Oybin                           | Cölestinerkloster | 1369–1559                                           | (Lage) |       |
| Panschwitz-Kuckau               | Zisterzienserinnen-Abtei St. Marienstern | seit 1248                                           | (Lage) |       |
| Pegau                           | Benediktinerkloster St. Jakob (Abtei) Kloster Pegau                                                                                                  | 1091–1540                                           | (Lage) Abriss 1556 |       |
| Pegau (Niederstadt)             | Benediktiner (Propstei von Pegau) |                                                     | |       |
| Penig                           | Benediktinerkloster (Propstei von Chemnitz) | 1313–1459                                           | Stadtkirche, größte Wallfahrt Sachsens |       |
| Petersberg bei Halle            | Augustiner-Chorherrenstift Kloster Petersberg (früher auch Kloster Lauterberg)                                                                       | 1142–1565                                           | (Lage, heute Sachsen-Anhalt) seit 1999 evang. Communität Christusbruderschaft Selbitz                                                                                                   |       |
| Pirna                           | Kollegiatstift Bitte Quelle angeben! | 13. Jh.–1539                                        | Marienkirche |       |
| Pirna                           | Dominikanerkloster | 1300–1540                                           | (Lage) |       |
| Plauen                          | Deutscher Orden | 1214–1521                                           | (Lage) (Johanniskirche) |       |
| Plauen                          | Dominikanerkloster | 1266–1525                                           | (Lage) |       |
| Plauen                          | Kloster der Schwestern der dritten Regel zur Buße des heiligen Dominikus                                                                             | 1300–1541                                           | (Lage) |       |
| Plötzky                         | Zisterzienserinnen-Kloster Sankt-Maria-auf-dem-Georgenberg                                                                                           | 1210–1538                                           | (Lage, heute Sachsen-Anhalt) |       |
| Prettin                         | Antoniterkloster im Haus Lichtenbergk | ?–1525                                              | (Lage, heute Sachsen-Anhalt) mit Filialklöstern in Eilenburg, Schlieben und Wittenberg, später Schloss Lichtenburg                                                                      |       |
| Radeburg                        | Servitenkloster Radeburg | 1320–1536 (Umwandlung in ein Hospital)              | (Lage) |       |
| Radmeritz (Radomierzyce)        | Freies Weltadeliges Evangelisches Fräuleinstift Joachimstein zu Radmeritz Stift Joachimstein                                                         | 1722–1945                                           | (Lage, heute Niederschlesien in Polen) |       |
| Reichenbach im Vogtland         | Deutscher Orden | 1274–1533                                           | |       |
| Remse                           | Benediktinerinnen-Kloster „Rother Stock“ | 1265–1533                                           | |       |
| Riesa                           | Benediktinermönche bis 1170, danach Augustiner-Chorherren                                                                                            | vor 1119–1207                                       | (Lage) |       |
| Riesa                           | Benediktinerinnen-Kloster | 1170–1542                                           | |       |
| Sangerhausen                    | Benediktiner (1085–1122), Benediktinerinnen (1122–1265), Zisterzienserinnen (1265–1540) St. Ulrici (Priorat)                                         | 1085–1540                                           | (Lage, heute Sachsen-Anhalt) |       |
| Sangerhausen                    | Augustiner-Eremiten | 1294–1539                                           | Chorgestühl und 3-teiliger Altaraufsatz in der Jacobikirche |       |
| Schkölen                        | Benediktinerkloster (Propstei von Pegau) | 1140–1536                                           | |       |
| Schmalkalden                    | Augustiner-Eremiten | 1320–1527/1548                                      | 1629 erneuter Gründungsversuch |       |
| Schmölln                        | Benediktinerkloster und Benediktinerinnen-Kloster | um 1100–?                                           | (heute Thüringen) |       |
| Schmölln                        | Zisterzienserkloster auf dem Pfefferberg | 1127–1140                                           | (heute Thüringen) Tochterkloster von Kloster Walkenried, Verlegung nach Pforta (1140)                                                                                                   |       |
| Schildau-Sitzenroda             | Zisterzienserinnen-Kloster „Marienpforte“ in Sitzenroda                                                                                              | 1198–1530                                           | |       |
| Diesbar-Seußlitz                | Klarissenkloster St. Afra (und Damenstift), Barockschloss Seußlitz                                                                                   | 1268–1541                                           | (Lage) später Rittergut, 1722 Umbau zum Schloss unter Heinrich von Bünau |       |
| Sorau (Żary)                    | Franziskanerkloster mit Kirche der Hl. Barbara, jetzt „Kirche der hl. Kreuzerhöhung“ (Garnisonskirche)                                               | 1264–1549                                           | (Lage, Niederlausitz in Polen) |       |
| Mügeln-Sornzig                  | Zisterzienserinnen-Kloster Marienthal | 1243–1539                                           | (Lage) |       |
| Stauchitz-Staucha               | Benediktinerinnen-Kloster | 1223–1330                                           | Verlegung nach Döbeln (1330) |       |
| Stolpen                         | Kollegiatstift St. Barbara Burg Stolpen | 1406–1539                                           | (Lage) |       |
| Thalbürgel (Bürgel)             | Kloster Bürgel Benediktinerkloster mit Kirche St. Maria und St. Georg – Klosterkirche Thalbürgel                                                     | 1133–1525/30                                        | (Lage, heute Thüringen) |       |
| Torgau                          | Franziskanerkloster | vor 1243–1525                                       | (Lage), nur profanierte Alltagskirche erhalten |       |
| Torgau                          | Zisterzienserinnen-Kloster | 1240–1250                                           | Verlegung nach Grimma (1250) |       |
| Waldheim                        | Augustiner-Eremiten | 1404–1537                                           | (Lage) 1588 Schloss, heute JVA Waldheim |       |
| Wechselburg-Zschillen           | Kloster Zschillen Augustiner-Chorherren, ab 1278 Deutscher Orden                                                                                     | 1168–1278, 1278–1539, seit 1993                     | (Lage) heute Benediktinerkloster |       |
| Wittenberg                      | Franziskanerkloster | 1227–1526                                           | (Lage, heute Sachsen-Anhalt) heute Stadthaus |       |
| Wittenberg                      | Kollegiatstift Allerheiligen Schlosskirche Schloss Wittenberg                                                                                        | 1330–1525                                           | heute Sachsen-Anhalt |       |
| Wittenberg                      | Augustiner-Eremiten „Schwarzes Kloster“ | 1504–1526                                           | (Lage, heute Sachsen-Anhalt) |       |
| Wurzen                          | Domstift | 1114–1539                                           | (Lage) nach 1539 bis heute ev.-luth. |       |
| Zeitz                           | Kollegiatstift Zeitz, Zeitzer Dom Michaeliskirche, jetzt Vereinigte Domstifter                                                                       | 1028 – Reformation; seit der Reformation: ev.-luth. | (Lage, heute Sachsen-Anhalt) |       |
| Zeitz                           | Franziskanerkloster | 1225/50–1541                                        | (Lage, heute Sachsen-Anhalt) |       |
| Zeitz                           | Benediktinerinnen-Kloster, St. Stephanskloster | 1147–1541                                           | |       |
| Zeitz-Posa                      | Benediktinerkloster Posa (auch Bosau) | 1114–1573                                           | (Lage, heute Sachsen-Anhalt) |       |
| Zittau                          | Franziskanerkloster | vor 1265–1543                                       | (Lage) |       |
| Zittau                          | Johanniter-Ritterorden (Kommende) | 1268–1554                                           | (Lage) |       |
| Zschopau                        | Benediktinerstift Beate Mariae Virginis (Gründung der Abtei Hersfeld)                                                                                | mind.1454–1539                                      | Nach der Reformation Nutzung als Gottesacker und Hospitalskirche. Beim steinernen Brückenbau wurde die Kapelle 1812–1813 abgerissen, etwas versetzt steht die heutige Friedhofskapelle. |       |
| Zwickau                         | Kollegiatstift Bitte Quelle angeben! | um 1180 – Reformation                               | St.-Marien-Kirche, Priesterhäuser, jetzt noch 4, ehemals 12! |       |
| Zwickau                         | Franziskanerkloster | 1231–1525                                           | (Lage) |       |
| Zwickau                         | Benediktinerinnen | 1212–1219                                           | von Zwickau nach Eisenberg verlegt (1219) |       |
| Zwickau                         | Zisterzienserkloster | um 1240                                             | Wirtschaftshof des Klosters Grünhain mit „Grünhainer Kapelle“ (1240) |       |
| Zwickau                         | Oblatenkloster Zwickau | 1991–2022                                           | |       |